# Venecijanski filmski festival
Venecijanski filmski festival (tal. Mostra Internazionale d'Arte Cinematografica: Venecijanska međunarodna smotra filmske umjetnosti) međunarodni je filmski festival, najstariji na svijetu.

## Povijest
Prvi festival održan je 1932. godine u okviru venecijanskoga bijenala. Od 1934. godine svake godine održava se potkraj kolovoza i početkom rujna u povijesnom Palazzo del Cinema na Lungomareu Marconi, na venecijnskom otočiću Lido. Nije se održavao od 1943. do 1945. godine, te 1973. i od 1977. do 1978. godine.

## Nagrade
Glavna je nagrada Zlatni lav (Leone d'Oro) za najbolji film, a dijele se i mnogobrojne druge nagrade (za režiju, glumca i glumicu, posebne nagrade). Uz festival u Cannesu najugledniji je svjetski filmski festival.

## Vanjske poveznice
Mrežna mjesta
- Mostra Internazionale d’Arte Cinematografica, službeno mrežno mjesto (tal.)(engl.)